# 元嬪洪氏
元嬪洪氏（1766年—1779年），朝鮮正祖的後宮嬪御，父親為戶曹參議洪樂春，兄為洪國榮，正祖生母惠慶宮洪氏的遠房姪女。惠慶宮是宣祖嫡長女貞明公主長子洪萬容一系的後代 ，元嬪則是次子洪萬衡一系的後代。 
洪氏於正祖二年（1778年）入宮，冊封為元嬪，賜宮號為淑昌，即淑昌宮元嬪，她是正祖第一位正式冊封又行過嘉禮的後宮女人，可惜的是她在入宮一年後在昌德宮養心閣去世，得年僅十四歲。正祖相當悲痛，特別賜諡號為仁淑，宮號為孝徽，園號為仁明。
後來因為其兄長洪國榮意圖加害孝懿王后失敗被流放，元嬪亦受牽連，曾有大臣上奏，認為元嬪並無生育子女苦勞，又是大逆不道罪人的親屬關係，應該削爵遷墓，不過當時正祖並尚未作任何處置以及嚴懲到底。正祖十年一月，戶曹參判鄭述祚斗膽上疏文進言中，認為仁明園只不過是一位後宮的墓地，卻妄加園號，況且，仁明二字乃是文定王后的徽號。一位後宮冒占王后的徽號，於禮不符合，建議取消仁明園之園號。到了十一月，經過與大臣們的多番討論以及爭吵過後，但最終正祖十分不同意元嬪洪氏的諡號為宮號園號為保留，一直到了純祖元年才同意取消元嬪洪氏的園號以及宮號以及諡號。其墓地改稱為元嬪墓。
純祖（1820年）二十年十二月，禮曹上疏，認為元嬪既然已經降號，應依照其他後宮之例祭祀，純祖准許禮曹的上疏。